# Единые энергетические системы Украины
Единые энергетические системы Украины (ЕЭСУ) (укр. Єдині енергетичні системи України (ЄЕСУ)) — украинская энергетическая компания, существовавшая в период с 1995 по 2009 год. В 1995—1996 годы — крупнейший импортёр природного газа на Украину (ЕЭСУ поставляли газ только из России, но не из государств Средней Азии), в этот период президентом компании была Юлия Тимошенко. Штаб-квартира «ЕЭСУ» находилась в Днепропетровске и Киеве. С 1991 по 1995 год официально называлась Корпорация «Украинский Бензин»; в ноябре 1995 года переименована в ЕЭСУ. Компания ЕЭСУ закрыта судом в октябре 2009 года по иску налоговой инспекции Жовтневого района Днепропетровска. Однако 14 июня 2011 это решение суда было отменено по протесту прокуратуры, но фактически ЕЭСУ не возобновила деятельность и не имеет штата.

## История
В 1991 Юлия Тимошенко совместно с мужем Александром Тимошенко, и с другом семьи Александром Гравцом учредили «Корпорацию Украинский Бензин» (КУБ), коммерческим, а потом и генеральным директором была Юлия Тимошенко. КУБ имела иностранные инвестиции (иностранным инвестором являлся Александр Гравец, компания которого была зарегистрирована на Кипре) и поэтому пользовалась определёнными налоговыми льготами.
В ноябре 1995 году КУБ была перерегистрирована в промышленно-финансовую корпорацию «Единые энергетические системы Украины» (ЕЭСУ), при этом налоговые льготы компании были сохранены.
С ноября 1995 года (с момента создания ЕЭСУ) по январь 1997 года — президентом ЕЭСУ была Ю. Тимошенко. Покинула пост в связи с избранием депутатом Верховной Рады Украины; пост президента ЕЭСУ занял её муж Александр Тимошенко.
В 1995—1996 годах — ЕЭСУ пользовались поддержкой Павла Лазаренко (в 1995—1996 вице-премьер по топливно-энергетическому комплексу, в 1996—1997 премьер-министр Украины).
Пик деятельности ЕЭСУ пришёлся на 1996—1997 года. Основным направлением деятельности была поставка газа в Днепропетровскую, Донецкую, Полтавскую, Черкасскую, Сумскую, Кировоградскую и Николаевскую области.
В рекламном буклете ЕЭСУ говорилось, что в её состав вошли 20 предприятий, научно-исследовательские институты, венчурные фирмы, авиакомпания «ЕЭС-Авиа», банки «Южкомбанк» и «Славянский»..

### Версии массмедиа о «монополии ЕЭСУ» и оборотах ЕЭСУ
Во время пика своей деятельности (1996—1997 года) ЕЭСУ занимали значительную долю на рынке торговли российским природным газом на Украине, но не были «монополистом», как нередко ошибочно пишут СМИ, ведь конкурентами ЕЭСУ на рынке газа на Украине были:
- фирма «Итера»;
- «Индустриальный союз Донбасса»[6];
- государственная акционерная компания «Республика»[5] Шарова и Бакая (на базе «Республики» в 1998 году была создана компания НАК «Нафтогаз»).

В интернете имеются утверждения[уточнить] о годовом обороте ЕЭСУ в 11 млрд дол., но это фантастическая цифра, поскольку цена на газ в те годы была невысокой (около 30 дол. за 1 тыс. м³) и для достижения такой суммы нужна была бы партия в 366 млрд кубометров. В реальности поставки газа через ЕЭСУ были в десять раз меньшими, ведь в те года Украина закупала в России газа около 60 млрд куб. в год (в 2013 году — 26 млрд куб.; по планам на 2014 год — 18 млрд куб.).

## Упадок ЕЭСУ, прекращение активной деятельности, 1997—1998 года
После того, как в 1997 году президент Кучма уволил премьер-министра Лазаренко, налоговая инспекция Украины выдвинула иск против ЕЭСУ на 1,4 млрд грн.
Под давлением огромных штрафов Налоговой инспекции, ЕЭСУ в 1998 году прекратила работу на газовом рынке Украины, а вскоре прекратила и другие виды деятельности. Ликвидация корпорации завершена лишь в 2009 году, по решению учредителей.
После парламентских выборов 1998 года, Юлия Тимошенко, стала депутатом Верховной Рады и возглавила бюджетный комитет (1998—2000 года), эта должность позволяла влиять на распределение государственных финансов. Однако это усиление позиций Тимошенко (а также её работа вице-премьером по топливно-энергетическому комплексу в 2000—2001 годах) не привели к возрождению ЕЭСУ.

## Претензии к ЕЭСУ на Украине

### 1.5 млрд дол штрафов Налоговой инспекции Украины к ЕЭСУ
После отставки П. Лазаренко с поста премьер-министра (2.7.1997) — ЕЄСУ была вытеснена с рынка торговли газом. В частности, на ЕЭСУ в 1997—1999 годах были наложены «спорные штрафы Налоговой инспекции» на общую сумму около 1.5 млрд долларов, что было абсолютно неподъёмно для компании. Также систематические жесткие проверки Налоговой и прочие «экономические методы давления» — уже к 1998 году полностью разорили ЕЭСУ. После 1998 года ЕЭСУ практически не вела заметной торгово-экономической деятельности. А «миллиардный штраф наложенный на ЕЭСУ» стал основанием для многолетних преследований Ю. Тимошенко, и самым известным компроматом на неё.
13 февраля 2001 года Юлия Тимошенко (через месяц после отставки с должности вице-премьера по ТЭК) помещена в следственный изолятор по обвинению в контрабанде российского газа и уклонении от уплаты налогов в бытность главой ЕЭСУ в 1995—1997 годы, налоговые претензии первоначально установлены в размере $30 млн, впоследствии достигли почти миллиарда долларов, через полтора месяца обвинения были сняты.

## Формулировки обвинений против Тимошенко по делам ЕЭСУ 1996—1997 годов
Первоначальные обвинения генпрокуратуры Украины (в феврале 2001 года) против Тимошенко по деятельности на посту президента ЕЭСУ в 1995—1997 годах формулировались так : «контрабанда российского природного газа, уклонение от уплаты налогов в особо крупных размерах, должностной подлог» Первоначально «сумма неуплаты налогов» была определена около 30 млн дол.; но после (когда началась борьба президента Кучмы против экс-премьера Лазаренко) на корпорацию ЕЭСУ были наложены три штрафа, которые в сумме достигли почти миллиарда долларов.
В 2003 году «„контрабанда природного газа“ была переквалифицирована на „завладение чужим имуществом путём злоупотребления служебным положением и в особо крупных размерах“». Формулировка «контрабанда газа» не имела прецедентов, и именно поэтому была заменена.
В 2005 году «независимые расследования в ряде украинских СМИ» показали, что размер спорной суммы колеблется от 5,2 млрд до 8 млрд гривен (то есть от одного до полутора миллиарда долларов), а сама сумма долгом не является, а является насчитанными КРУ штрафными санкциями к ЕЭСУ по результатам трёх проверок.
30 апреля 2002 — Киево-Святошинский суд Киевской области снял все обвинения, выдвинутые Генеральной прокуратурой против Юлии Тимошенко и её мужа.
9 апреля 2003 Апелляционный суд Киева подтвердил решение о снятии обвинений, и отмене уголовного дела в отношении Юлии Тимошенко и её мужа.
В сентябре 2004 года Ю. Тимошенко подала в суд на действия Генеральной прокуратуры Украины, требуя окончательно закрыть все дела по ЕЭСУ.

### Понятие «контрабанда газа»
Понятие «контрабанда природного газа» возникло потому, что с середины 1998 года — правительство Украины (по словам Георгия Олейника и Александра Турчинова), запретило ЕЭСУ поставлять товары в Россию, лишив ЕЭСУ «лицензии на внешнеэкономическую деятельность».
По словам Турчинова в середине 1998 года власти отобрали у ЕЭСУ «лицензию на внешнеэкономическую деятельность», а после этого «газ, который ЕЭСУ продала в прошлом 1997 году» был определен как «контрабанда». Но, по словам Турчинова, об отсутствии «контрабанды газа» свидетельствует тот факт, что «правоохранительные органы России» никогда не обвиняли Газпром в «контрабандной продаже газа для ЕЭСУ». Если Газпром поставлял газ законно, на основании договоров, то и ЕЭСУ получало газ по тем же законным договорам.

### Обвинения Ющенко в адрес Тимошенко, сентябрь 2005 года
После отставки правительства Юлии Тимошенко президент Украины Виктор Ющенко в интервью агентству «Associated Press» 13 сентября 2005 года обвинил Тимошенко в том, что она использовала должность премьер-министра для списания долгов её бывшей компании «Единые энергосистемы Украины» (ЕЭСУ) перед государственным бюджетом на сумму 8 млрд гривен (1,4 млрд долларов)., . Заявление Ющенко не имело никакого продолжения — хотя Ющенко, как президент, имел непосредственное влияния на Службу безопасности Украины и генпрокуратуру. Сама Тимошенко предпочла не отвечать на обвинения, а заявила, что Ющенко использует против неё те же методы, которые ранее использовала администрация Кучмы.

### 2007 год. В США «дело ЕЭСУ» давно закрыто
21 февраля 2007 года информационное агентство УНИАН опубликовало сообщение с комментариями пресс-атташе посольства США на Украине Джона Салливена, в которых отмечалось отсутствие обвинений в адрес Ю. Тимошенко и каких-либо расследований в отношении неё на сегодняшний день.
23 февраля 2007 года на утреннем заседании Верховной Рады Украины было оглашено открытое письмо послу США на Украине Уильяму Тейлору, подписанное представителями фракций «антикризисной коалиции» (Партия регионов, СПУ, КПУ), с просьбой подтвердить статус Тимошенко в деле Лазаренко.
1 марта 2007 года на сайте Посольства США на Украине был опубликован ответ посла У. Тейлора на письмо представителей фракций «антикризисной» коалиции, из которого следует, что Юлия Тимошенко не была участником процесса по делу Павла Лазаренко; материалы судебных заседаний по этому делу, размещённые в Интернете, не должны рассматриваться в отрыве от контекста; они использовались в судебном процессе для сбора необходимых доказательств по делу г-на Лазаренко; дело закрыто.

## Претензии к ЕЭСУ в России
В июне 2004 года Главная военная прокуратура России объявила Тимошенко в международный розыск по обвинениям в даче взятки высокопоставленным чиновникам Министерства обороны России с целью заключения контракта на поставку строительных материалов фирмой ЕЭСУ по завышенным ценам, 26 декабря 2005 года (через 3 месяца после отставки правительства Юлии Тимошенко) дело прекращено в связи с истечением срока давности.
24 января 2005 года президент Ющенко (в день своей инаугурации) назначил Ю. Тимошенко исполняющей обязанности премьер-министра. Через два дня, генеральный прокурор России Устинов заявил, что в случае приезда Тимошенко в Россию она будет арестована.
28 января 2005 года генпрокурор Украины Пискун созвал пресс-конференцию в Киеве и заявил, что «дело ЕЭСУ» в отношении Ю. Тимошенко и других фигурантов, на Украине закрыто.
15 февраля 2005 года, после того, как Верховная рада утвердила Тимошенко в должности премьер-министра (4 февраля 2005 года), генеральный прокурор России Устинов объявил, что «не будет никаких проблем, если она захочет приехать в Москву». Но уголовное дело в России тогда не было закрыто. «Возможность приезда Тимошенко и продолжение расследования уголовного дела в её отношении никак между собой не связаны, расследование будет продолжаться», — отметил тогда Устинов.
11 апреля 2005 года прозвучало заявление генерального прокурора Устинова, что дело в отношении Тимошенко не прекращено: «Она по-прежнему находится в розыске». Правда, он тут же добавил, что в случае её визита, он «будет осуществлён в соответствии с протоколом и международными нормами».

#### Причина возникновения долга
Генпрокуратура Украины в постановлении о возбуждении дела от 12 октября 2011 года, утверждает, что корпорация ЕЭСУ прекратила поставки строительных материалов в Россию с мая 2000 года, хотя имела возможность выполнить договор.
Тимошенко же утверждает, что президент Кучма и Николай Азаров (бывший в те годы руководителем Налоговой инспекции Украины) после 1996 года необоснованными штрафами «конфисковали все активы ЕЭСУ», что сделало невозможным дальнейшее сотрудничество ЕЭСУ с российской стороной (в газовой сфере и в сфере поставки строительных материалов) : «Это была политическая операция, за которую несут ответственность Кучма и Азаров».".
Георгий Олейник (бывший генерал-полковник, главный финансист Минобороны России в 1996—2001 годах) рассказывал в апреле 2002 года корреспонденту газеты «Московский комсомолец» :
- «Поначалу „ЕЭС Украины“ свои обязательства начало выполнять. Было поставлено имущества примерно на 123 миллиона, но вдруг президент (Ельцин) вводит НДС на все товары с Украины: двадцать процентов. Соответственно, цена стройматериалов растёт. Это тем более странно, что руководитель Госналогслужбы Артюхов был в числе тех, кто подписывал соглашение. Только-только отбились от НДС (НДС на данные поставки отменили) — новая напасть: украинское правительство отбирает у „ЕЭС Украины“ право на внешнеэкономическую деятельность, а это значит, что ничего больше поставлять они нам не могут».[19]

Этот запрет для ЕЭСУ на внешнеэкономическую деятельность, произошёл в середине 1998 года; «правительство Украины (президент Кучма)» запретило ЕЭСУ поставлять материалы в Россию с середины 1998 года.
После остановки поставок, Минобороны России (в том числе финансовый главк Олейника) направили множество письменных обращений во все инстанции, обращались к премьер-министру, президенту, к украинскому правительству : бесполезно.

#### Уголовное преследование в России
Характерно то, что в России по «делу ЕЭСУ и Минобороны» обвинительный приговор был вынесен лишь одному Георгию Олейнику, но и он был амнистирован через три месяца (то есть реально «отсидел по делу ЕЭСУ и Минобороны» лишь три месяца), а в следующем году (в ноябре 2003 года) Олейник был полностью реабилитирован Президиумом Верховного суда России по причине «отсутствия состава преступления».
Ещё два чиновника (подполковники Александр Изгагин и Борис Чурилов) были оправданы судом в 2003 году.
Ещё по четырём чиновникам (по трём генералам из финансового главка Минобороны; и по первому заместителю министра финансов Андрею Вавилову) уголовные дела были закрыты в 2001—2002 годах.
Правда, 8 августа 2002 года Георгий Олейник был арестован по делу о продаже «государственных валютных облигаций» (чем якобы нанёс государству ущерб в 60 млн дол.); а в 2003 году был осуждён по этому делу (с лишением воинского звания и наград), и освобождён лишь летом 2005 года (то есть пробыл в заключении около трёх лет). Но это дело о «государственных валютных облигациях» никак не связано с ЕЭСУ или Тимошенко.

### События 2011 года
В марте 2011 года в парламенте Украины (по инициативе «Партии регионов») была создана следственная комиссия по делам ЕЭСУ в 1996 году. 7 апреля 2011 года, глава этой комиссии регионалка Богословская заявила в интервью на телевидении, что комиссия направила запрос в генпрокуратуру Украины, с просьбой запросить генпрокуратуру России о долгах ЕЭСУ в России; и о связи этих долгов с подписанием Тимошенко «газовых контрактов между Украиной и Россией от 19.1.2009».
В июне 2011 года в ответ на запрос парламентской комиссии Верховной Рады Украины, Минобороны России сообщил, что за ЕЭСУ числится долг в размере $405 млн за непоставленные строительные товары в 1996—1997 годах, генпрокуратура Украины возбудила уголовное дело по факту наличия долга ЕЭСУ, впоследствии — против Юлии Тимошенко
Осенью 2011 года генпрокуратура возбуждает дела по обвинению сотрудников ЕЭСУ : Александра Тимошенко, его отца — Геннадия Тимошенко, Евгения Шаго, Антонины Болюры, Лидии Сокольченко.

#### Реакция России на новое дело ЕЭСУ
России немедленно, негативно отреагировала на возбуждение «нового дела ЕЭСУ» :
- 14 октября 2011 года, пресс-секретарь премьер-министра России Дмитрий Песков заявил : «Мы никогда не поддерживали Киев в преследовании Тимошенко и особенно — в привязке этих уголовных дел к контрактами между Газпромом и Нафтогазом. Мы не раз давали это понять украинским властям, причём по всем каналам. Никто и не мог предположить, что письмо (Минобороны России) будет использовано именно так».[17]
- 14 октября 2011 года, генерал-полковник Леонид Ивашов (начальник Главного управления международного военного сотрудничества Министерства обороны РФ в 1996—2001 годах) пояснил, что Россия простила долг ЕЭСУ, и закрыла дело против Юлии Тимошенко : «Новое дело — это надувательство. Россия, по сути, простила Украине этот долг ради более высоких стратегических целей».[31]

То есть, Россия не поддержала открытие этого дела, поскольку (как сообщала пресса) :

— тему «долгов ЕЭСУ» власти Украины используют в основном для открытия «уголовных дел против Тимошенко, которые связаны с попытками пересмотра газовых соглашений с Россией»;

— указанные долги в 405 млн дол. правительство Украины не намерено отдавать (об этом неоднократно и в категорической форме заявлял премьер-министр Азаров), по той причине, что дела давно закрыты, и срок давности истёк..

## Решение украинского суда по делу ЕЭСУ в 2012 г
Минобороны Российской Федерации обратилось в Хозяйственный суд Киева с иском о выплате правительством Украины 3,239 млрд грн. по делу корпорации «Единые Энергетические системы Украины» (ЕЭСУ).
19 сентября 2012 г. Хозяйственный суд Киева решил удовлетворить иск Минобороны РФ в части взыскания задолженности компании ЕЭСУ в сумме 3 млрд. 113 млн. 053 тыс. 506,26 грн. Суд постановил также взыскать и судебный сбор в размере 61 тыс. 862,74 грн. Данные средства должны быть взысканы из госбюджета Украины в пользу Минобороны РФ.
Согласно решению суда, письма экс-премьера Украины Павла Лазаренко тогдашнему премьер-министру РФ Виктору Черномырдину признаны гарантией Украины по задолженности ЕЭСУ.
На ходатайство ответчика о том, что срок давности взыскания задолженности истек, суд постановил, что согласно Гражданскому кодексу Украины и международным договорам срок давности был прерван 9 января 2001 года, когда московский суд начал производство по иску Минобороны РФ против ЕЭСУ.
В свою очередь, защитник экс-премьера Юлии Тимошенко заявил, что никаких гарантий украинского государства по обязательствам корпорации ЕЭСУ перед Министерством обороны Российской Федерации не существует.